# Crisis política en El Salvador de 2020
La crisis política en El Salvador de 2020 se desarrolló el 9 de febrero de ese año cuando el presidente Nayib Bukele ingresó, resguardado por el Ejército de El Salvador, al Salón Azul de la Asamblea Legislativa para solicitar la aprobación de un préstamo de 109 millones de dólares para el mejoramiento de la Policía Nacional Civil y la Fuerza Armada ante el aumento de delincuencia en el país.
Los partidos opositores tanto de derecha como Alianza Republicana Nacionalista e izquierda como el Frente Farabundo Martí para la Liberación Nacional señalaron esta acción como un «autogolpe de Estado». Esta acción tuvo como consecuencia la interpelación contra el ministro de Defensa, Francis Merino Monroy, y el ministro de Justicia y Seguridad Pública, Rogelio Rivas.

## Antecedentes
La crisis se encuentra en la falta de entendimiento entre los poderes ejecutivo y legislativo por el préstamo de USD$109 millones para el mejoramiento de la Policía Nacional Civil y la Fuerza Armada ante el aumento de delincuencia en el país. El 7 de febrero, Bukele, bajo el amparo del numeral 7 del artículo 167 de la Constitución de la República, llamó al Consejo de Ministros para «convocar extraordinariamente a la Asamblea Legislativa, cuando los intereses de la República lo demanden». Como respuesta, el Parlamento salvadoreño aprobó un informe que declaró improcedente la convocatoria extraordinaria para aprobar fondos para el plan de seguridad.

## Crisis
El 8 de febrero, el presidente mencionó la posibilidad de la aplicación del artículo 87, que autoriza una insurrección popular en caso de ruptura del orden constitucional. Aunque reconoció que no se llegó a romper, para Bukele se llegaría a fracturar en caso de que los parlamentarios de la Asamblea Nacional no acudieran al llamamiento hecho el día anterior.
El 9 de febrero, Bukele, de acuerdo con lo anunciado, ingresó resguardado por el ejército al Salón Azul y se sentó en la silla del presidente de la Asamblea Mario Ponce. Al día siguiente, la Corte Suprema de Justicia de El Salvador prohibió al presidente convocar al parlamento, asimismo prohibió a toda la fuerza pública, incluido el Ministerio de Defensa, a ejercer funciones distintas de las permitidas por la constitución. Bukele rechazó esta orden al afirmar que «el sistema se autoprotege». Los partidos opositores tanto de derecha como Alianza Republicana Nacionalista (ARENA) e izquierda como Frente Farabundo Martí para la Liberación Nacional (FMLN) acusaron el ingreso de tropas de «autogolpe de Estado».
Y en acción de protesta el presidente de la Asamblea Mario Ponce, retiró el gong y la silla presidencial "usurpada por Bukele".

## Reacciones
Se registraron pequeñas manifestaciones en contra de Bukele, principalmente agrupadas en la Universidad de El Salvador (UES) en San Salvador. Amnistía Internacional y Human Rights Watch calificaron de «peligrosa» y «grave» respectivamente el accionar del presidente. El FMLN acusó que varios de sus parlamentarios son acosados por el gobierno, además también expresó que pedirá interpelación contra Francis Merino (Ministerio de la Defensa), y Rogelio Rivas (Justicia y Seguridad Pública) por su participación en la irrupción de la Asamblea Legislativa de El Salvador del 9 de febrero.
Por otra parte, las consecuencias se hicieron escuchar en la Organización de Estados Americanos, pues la Comisión Interamericana de Derechos Humanos (CIDH) reclamó a El Salvador «resolver pacíficamente la actual crisis» y «respetar la separación de poderes y la Constitución». Algunas autoridades de Estados Unidos también formaron parte de las críticas que recibieron las acciones del Órgano Ejecutivo. El embajador estadounidense Ronald Douglas Johnson  y el presidente del Comité de Relaciones Exteriores del Congreso de Estados Unidos, Eliot Engel calificaron tales acciones como «inaceptables» y «violatorias de la separación de poderes de la instituciones democráticas del país».
El 24 de febrero, monseñor José Luis Escobar, presidente de la Conferencia Episcopal de El Salvador pidió que «bajen el tono de ataques mutuos, o del uno para el otro, porque de esta manera no podemos avanzar, porque al final el que sale afectado es el pueblo» para evitar un nuevo conflicto, en referencia a la guerra civil de El Salvador.
Semanas después del evento, algunos medios han sugerido que este evento fue planificado para desviar la atención de la "crisis del agua y algas" que se vivió en San Salvador durante el primer trimestre de 2020, pero que el gobierno no estimó de manera adecuada el impacto internacional que tendría este acto. Además, hubo analistas de dichos medios que sugirieron que se trató de un intento de golpe de Estado a la Asamblea Legislativa, debido a que esta se encuentra integrada por una mayoría opositora.